# Мали Иджош (община)
Мали Иджош (на сръбски: Мали Иђош) е община в Република Сърбия, Автономна област Войводина, Севернобачки окръг. Административен център е Мали Иджош.

## География
Общината се намира в историческата област Бачка.

## Население
Населението на общината възлиза на 12 031 души според преброяването от 2011 г. срещу 13 494 жители (2002).
Етнически състав:
- унгарци – 7546 жители (55,92 %)
- черногорци – 2812 жители (20,83 %)
- сърби – 2357 жители (17,46 %)
- цигани – 138 жители (1,02 %)
- други – 741 жители (4,77 %)

## Населени места
- Ловченац
- Мали Иджош
- Фекетич